# Kees Hulst
Kees Hulst (Amsterdam, 5 juni 1952) is een Nederlands acteur en toneelregisseur. Hij is inmiddels tientallen jaren actief op het toneel, op televisie en in films. Hij is vooral bekend van zijn rollen in Minoes, als conrector Hulst in Rundfunk en de rol van Hendrik Groen in Het geheime dagboek van Hendrik Groen.

## Privé
Kees Hulst werd geboren in Amsterdam Oud-West. Hij komt uit een gezin met zeven jongens en een meisje. Zijn vader werkte bij Werkspoor. Op het toenmalig Vondel-gymnasium speelde Hulst toneel. Alleen mocht hij niet meedoen in de stukken die leraar Nederlands  Hans van den Bergh opvoerde. Hulst: “Hij vond mij te lastig of niet getalenteerd. Ik weet het niet.”
Jan Joris Lamers daarentegen vond dat Hulst wel talent had. Lamers zocht in die tijd een paar scholieren voor zijn afstudeervoorstelling aan de regie-opleiding en pikte Hulst er uit. Het toneelspelen beviel hem wel en hij gaf zich op bij de Toneelschool Amsterdam. Na zijn eerste auditie mocht hij starten bij de opleiding.
Op de toneelschool kwam Hulst in de klas bij Liesbeth Coops. Ze kregen een relatie en zouden samen afstuderen, trouwen en twee kinderen krijgen. Zoon Jan (1987) is theaterregisseur. Zoon  Pieter (1989) is televisiepresentator.
In de periode 2016/2017 speelde Hulst in de toneelvoorstelling Hoe mooi alles samen met Esther Scheldwacht. Ze werden verliefd op elkaar. Beide scheidden van hun partner en gingen samen verder.
Eind 2017 zou Hulst in een voorstelling spelen die door zijn zoon Jan werd geregisseerd. Door de zelfdoding van ex-partner en moeder Liesbeth Coops in die periodie werd de voorstelling afgelast. In 2019 kwam de voorstelling alsnog op de planken.
Esther Scheldwacht schreef over de periode van ontluikende liefde en de ingewikkelde situatie die dat veroorzaakte in beide families de voorstelling Laatste paar dagen. Ze speelde de voorstelling in 2018 met Hulst.

## Loopbaan
Hulst studeerde in 1976 af aan de Amsterdamse Toneelschool met het stuk  Mahagonny van Bertolt Brecht. Onder regie van Jan Joris Lamers. En samen met Liesbeth Coops. Na zijn afstuderen begon Hulst bij het Onafhankelijk Toneel. Later speelde hij bij Toneelgroep Fact en het Zuidelijk toneel Globe.

#### Zuidelijk toneel Globe
Samen met Theu Boermans, Paul de Bruijne en Sam Bogaerts vormde Hulst vanaf 1 september 1985 de artistieke leiding van Globe. Hulst werkte daar ook als regisseur. Het viertal wilde het ingezette artistieke beleid van hun voorganger Gerardjan Rijnders voortzetten, maar werd het niet eens over concrete invulling van het artistieke beleidsplan. Rijnders had ingezet op een aantal eigen, artistieke producties, naast twee brede, zaalvullende producties. Het viertal werd eind 1985 vervangen door één nieuwe artistiek leider: Ronald Klamer. Klamer koos voor (alleen) drie grote-zaalproducties en kreeg daarvoor steun van het bestuur van Globe.
Hulst en Bogaerts wendden zich daarop tot Raad voor de Kunst, omdat zij vreesden voor de nodige vernieuwing in het repertoiretoneel. De Raad koos in een advies aan toenmalig minister van cultuur  Brinkman hun kant, omdat zij  zagen dat Globe met het oude plan voor vernieuwing van het repertoiretoneel in Nederland zorgden. Het bestuur negeerde dit advies, waarop Brinkman suggereerde dat daarmee de subsidie vanaf het seizoen 1987/88 wel eens in gevaar zou kunnen komen.
Ondertussen hadden Sam Bogaerts en Kees Hulst de nieuwe stichting Globe opgericht. Het merendeel van de spelers van het oude Globe steunde dit initiatief. Dit initiatief leidde er uiteindelijk toe, dat onder de naam Het Nederlands Toneel subsidie werd aangevraagd bij het toenmalig ministerie van WVC (voor periode vanaf 1988). Doel was om vanuit Utrecht met een groep van 23 acteurs vijf voorstellingen per jaar te spelen in zeven (zuidelijke) regionale schouwburgen. 
Uiteindelijk kregen zowel het oude als het nieuwe Globe geen subsidie (meer). Het oude Globe omdat ze artistiek onder de maat bleef. Het nieuwe niet, omdat het ministerie minder gezelschappen wilde en men verwachtte dat spelers bij de grote gezelschappen in de randstad terecht konden.

#### Na Globe
Hulst en Bogaerts maakten bij toneelgroep  De Witte Kraai in 1986/1987 een eigentijdse versie van Wie is er bang voor Virginia Woolf? De voorstelling won dat jaar de publieksprijs bij het eerste  Nederlands-Vlaamse Theaterfestival. Viviane De Muynck, tegenspeelster van Hulst, won in 1987 de Theo d'Or voor haar vertolking van Martha. In deze periode nam Hulst ook de film Maurits en de feiten op; naar het gelijknamige boek van  Gerrit Krol.
In 1988 maakte Hulst samen met Diane Lensink (zij kenden elkaar van Globe) een eigen voorstelling met de titel Cimitero. Over liefde, jaloezie en onverschilligheid, aldus Lensink in Het Vrije Volk.
Hulst en Bogaerts vonden vervolgens onderdak bij de Toneelgroep Amsterdam , alwaar Hulst onder regie van Bogaerts in 1989 startte met het stuk Boeing Boeing. Hulst was tot 2002 verbonden aan de Toneelgroep Amsterdam. Daarna werkte hij voor verschillende producenten. 
In 1996 speelde Hulst samen met Ariane Schluter de toneelvoorstelling De Mexicaanse Hond. Alex van Warmerdam schreef het stuk voor hen.
In 2015 speelde Hulst samen met André van Duin en Olga Zuiderhoek in het toneelstuk The Sunshine Boys. Met beiden zou hij niet veel later weer samen spelen in de televisieserie Het geheime dagboek van Hendrik Groen. Hulst speelde Hendrik. De serie (twee seizoenen, in 2017 en 2019 op televisie uitgezonden) werd een succes, met hoge kijkcijfers. Regisseur Tim Oliehoek zei over de keuze voor Hulst: "Ik koos Kees, omdat hij zo aandoenlijk en lief is. Hij heeft de gunfactor die de rol nodig heeft." 
Vanaf september 2025 speelt Hulst samen met Emma Buysse de voorstelling Zachtop lachen, naar het boek van Malou Holshuijsen.

## Prijzen
- Het stuk  Wie is bang voor Virginia Woolf (met onder andere Kees Hulst als George) won in 1987 de publieksprijs bij het Nederlands-Vlaamse Theaterfestival.
- Voor zijn rol in het stuk Vrijdag van Hugo Claus ontving Hulst in 1989 de Arlecchino (beste mannelijke bijrol).[23]
- In 1997 werd Hulst genomineerd voor de Louis d'Or voor zijn rol in Een soort Hades.[24]
- In 2008 ontving Hulst de Johan Kaartprijs voor zijn rol in het stuk Wuivend graan van Wim T. Schippers. Voor deze rol ontving hij dat jaar ook een nominatie voor de Louis d'Or.
- In 2010 won hij de Louis d'Or, de belangrijkste toneelprijs voor de beste mannelijke hoofdrol, voor zijn rol van Jörgen Hofmeester in Tirza van Het Nationale Toneel naar de roman van Arnon Grunberg.
- Voor de rol van Hendrik Groen in Het geheime dagboek van Hendrik Groen kreeg Hulst in 2018 een Gouden Kalf in de categorie ‘beste acteur televisiedrama’.[25]

## Trivia
- Als medewerker Van Vleuten is Hulst in 1988 te zien in een reclamespot van Duyvis pinda’s. Hij controleert de kwaliteit van de pinda's en voorziet elke pinda van een stempel (“Oké… Oké… Oké…”).[26] Later vertelde hij dat hij er 8.000 gulden mee had verdiend.[1]
- “Het eerste wat ik wil weten over een rol is welke schoenen ik draag,” zei Kees Hulst in 1990 in een interview over zijn werk als acteur.[27]
- In september 2020 was Hulst ambassadeur van de landelijke campagne Senioren en Veiligheid, met als slogan ‘Maak het oplichters niet te makkelijk’. Het was een campagne van onder andere het ministerie van Justitie en Veiligheid en omroep Max om ouderen te waarschuwen tegen oplichters aan de deur en online.[28]

## Filmografie en televisie
- De beide dames en... De Soulklinieken (1979)
- De ijssalon (1985)
- De aanslag (1986)
- Hector (1987)
- Honneponnetje - Benno (1988)
- De minnaar - echtgenoot Richard en Max (1988)
- De kassière (1989)
- De avonden - Joop (1989)
- In de Vlaamsche pot - afl. Kerstdiner - Jan Joop (1990)
- Han de Wit Dokter (1990)
- In voor en tegenspoed (1991-1997)
- De Johnsons (1992)
- Het Zakmes (1992)
- Belle van Zuylen - Madame de Charrière (1993)
- Kats & Co (1994)
- Dag juf, tot morgen (TV Series) - Vader van Flo (1995)
- De jurk (1996)
- Flodder televisieserie - Boekhouder Gus (afl. Vriezen en dooien, 1996)
- Baantjer (televisieserie) afl. De Cock en de eenzame dood (1997) - Willem Groen
- Wij Alexander - Verduyn (1998)
- Abeltje - Schoolmeester (meneer Wiersma) (1998)
- De Grot (2001)
- Minoes - Meneer Van Dam (2001)
- Het Sinterklaasjournaal - Professor Beentje (2001)
- Snapshots (2002)
- www.eenzaam.nl - Nico (2002)
- Verder dan de maan - Oom Tom (2003)
- Klem in de draaideur (2003)
- De Afdeling - Chef Jef (2004-2006)
- Ellis in Glamourland - Meindert Jan (2004)
- Erik of het klein insectenboek - Doodgraver (2004)
- Lepel (2005)
- Masterclass (2005)
- HannaHannah (2007)
- Radeloos (2008) - leraar Sulders
- Succes (2008)
- De Punt - Dries van Agt (2009)
- Gooische Vrouwen - Olivier Grootheeze (2008, 2009)
- Iedereen is gek op Jack - Ton Keizer (2011)
- Dolfje Weerwolfje - Hoofdmeester Rutjes (2011)
- Alles is familie - Arend de Roover (2012)
- Plan C - Peter (2012)
- Sophie's Web - Gerrit (2013-2014)
- Wonderbroeders - Paulus (2014)
- Gooische Vrouwen 2 - Olivier Grootheeze (2014)
- Goedenavond dames en heren - Anton van Dijk (2015)
- 't Schaep Ahoy - Lutz Lehman (2015)
- De Boskampi's - leraar (2015)
- Rundfunk - conrector Hulst (2015-2016)
- De Ludwigs - Rinus (2016)
- Moos - Jules (2016)
- Moordvrouw (2017)
- Hunter Street - Rinus (2017-2018)
- Het geheime dagboek van Hendrik Groen - Hendrik Groen (2017-2019)
- Gelukzoekers - Minister (2018)
- Rundfunk: Jachterwachter (2020)
- Engel - Meneer Reiziger (2020)
- Vlogmania - opa Jaap (2021-2022)
- Follow de SOA - meneer Braskamp (2021)
- Het jaar van Fortuyn - Jan van Ingen Schenau, campagnemanager van de PvdA (2022)
- Neem me mee - Anton (2023)
- De Proefkeuken (2015-2024) (Hulst was voice over in het programma van o.a. zijn zoon Pieter)
- Jackson & Malone - Dokter Nijhoff (2024)
- Opa Cor - patholoog anatoom (2024)

## Toneelrollen
Een overzicht van toneelstukken met Kees Hulst is te vinden in de Theaterencyclopedie (online).